# Leptocaris kunzi
Leptocaris kunzi is een eenoogkreeftjessoort uit de familie van de Darcythompsoniidae. De wetenschappelijke naam van de soort is voor het eerst geldig gepubliceerd in 1980 door Fleeger & Clark.